# Інфільтрація (Сімак)
«Інфільтрація» (англ. Infiltration) — науково-фантастичне оповідання Кліффорда Сімака, вперше опубліковане журналом «Science Fiction Stories» в липні 1943 року.

## Сюжет
Цього року на сільському ярмарку десь у Міннесоті з'явився новий атракціон «Страховиська з Марса». Недовірливим відвідувачам власник Вільям Говард пояснював, що забута приватна експедиція Стівена Алена не зазнала невдачі, а привезла цих звірів.
«Пожирач», найбільший зі звірів, утримувався в електричній клітці, яка живилася власним «генератором». Однієї ночі Бенні Шорт, власник тиру поряд з атракціонами вирішив забезпечити собі тишу вночі і прокрався в шатро зі страховиськами та розбив «генератор».
«Пожирач» одразу зірвався і втік з села наробивши багато шкоди.
Вільям Говард відвідав шерифа Альфа Танера, запевнив, що «Пожирач» не марсіанська тварина, а далекий родич земного динозавра знайдений в глушині Патагонії, і попросив знайти його, обіцяючи відшкодувати усім причинені ним збитки.
Тим часом Пол Лоренс, окружний агент сільськогосподарської служби, отримав повідомлення про невідому хворобу рослин в сусідніх штатах.
Коли шерифу подзвонили з однієї ферми, де «Пожирач» перебив усіх тварин, він з помічниками озброївся до зубів і влаштував переслідування, але звір зміг утекти в непролазні болота.
З цього моменту в селі почали загадково гинути тварини та рослини. Лоренс з одним із садівників Джейком Картером дослідив багаж Говарда залишений в шатрі. Там він знайшов ящики із невідомою породою жуків та пляшечки з кристалами. Залишки «генератора» теж були дивними. Лоренс відправив Картера зі знахідками в університет Міннеаполіса, звідки отримав відповідь, що ці жуки можуть бути хіба що з іншої планети.
Лоренс дослідив, що епідемія з'явилась тільки в тих місцях Канзаса, Небраски, Айови та Міннесоти які відвідав цей пересувний ярмарок.
Шериф з помічниками, чекаючи в засідці на «Пожирача», побачили як Говард почав приманювати його до себе, але звір розірвав його та зник. Підійшовши до трупа, вони побачили, що то був робот, з голови якого вийшла павукоподібна істота, потім повернулась в назад і спробувала запусти його. Але після невдалої спроби почала втікати і поліцейські застрелили її.
На запитання шерифа, Лоренс висунув версію, що експедиція Стівена Алена дійсно зазнала невдачі, оскільки назад в його кораблі вернулись марсіани, щоб інфільтруватись, створити тут п'яту колону, яка буде ослабляти Землю перед її захопленням. Різні хвороби та шкідники за відсутності своїх природних ворогів можуть безмежно поширитись і призвести до нестачі продовольства та голоду. Натомість винищених земних видів, вони можуть розносити насіння марсіанських рослин, які убезпечать загарбників від можливих перешкод у доставці їжі з Марса.